# Моисбург
Моисбург (њем. Moisburg) општина је у њемачкој савезној држави Доња Саксонија. Једно је од 42 општинска средишта округа Харбург. Према процјени из 2010. у општини је живјело 1.769 становника. Посједује регионалну шифру (AGS) 3353025.

## Географски и демографски подаци
Моисбург се налази у савезној држави Доња Саксонија у округу Харбург. Општина се налази на надморској висини од 15 метара. Површина општине износи 11,2 km². У самом мјесту је, према процјени из 2010. године, живјело 1.769 становника. Просјечна густина становништва износи 157 становника/km².